# Festival Selvámonos
Selvámonos es un festival musical peruano que se realiza desde 2009, que se lleva a cabo en la ciudad de Oxapampa, en el departamento de Pasco.  Es uno de los festivales de música y artes más importantes del Perú.
El evento se recibe desde la Reserva de Biosfera Oxapampa-Ashaninka-Yanesha, también es conocida como Ceja de Selva por tener ciertas características de la Selva amazónica que se prolonga más hacia el este. Este mismo empieza con la semana cultural: cinco días de espectáculos, talleres artísticos y talleres dedicados al medio ambiente organizados en colaboración con asociaciones peruanas y colegios de Oxapampa. También se proponen conciertos en las calles de la ciudad para terminar con el gran cierre: un fin de semana de conciertos y artes en un campo al aire libre con grupos llegados de todo el mundo.

## Historia y objetivos
El festival Selvámonos fue creado en 2009 con el propósito inicial de realizar un festival de música y artes en Oxapampa con el fuerte compromiso de descentralizar la oferta cultural nacional, brindar nuevos escenarios para las artes y sensibilizar al público sobre el cuidado del medio ambiente a través de la experiencia del festival. Este festival promovió la descentralización artística y los intercambios culturales, la sensibilización a las problemáticas del medio-ambiente y el desarrollo local por el turismo y la valorización de las tradiciones y costumbres ancestrales. El festival se compone de una semana de espectáculos y talleres artísticos, culturales y acerca del medio-ambiente a los cuales asisten la población local y los numerosos visitantes nacionales e internacionales. Las actividades suceden en diferentes lugares de la ciudad de Oxapampa y se acaban por dos días de conciertos y artes al aire libre. 
En 2024 se estableció en su aniversario 15 una sesión preliminar en Lima.

## Actividades del festival

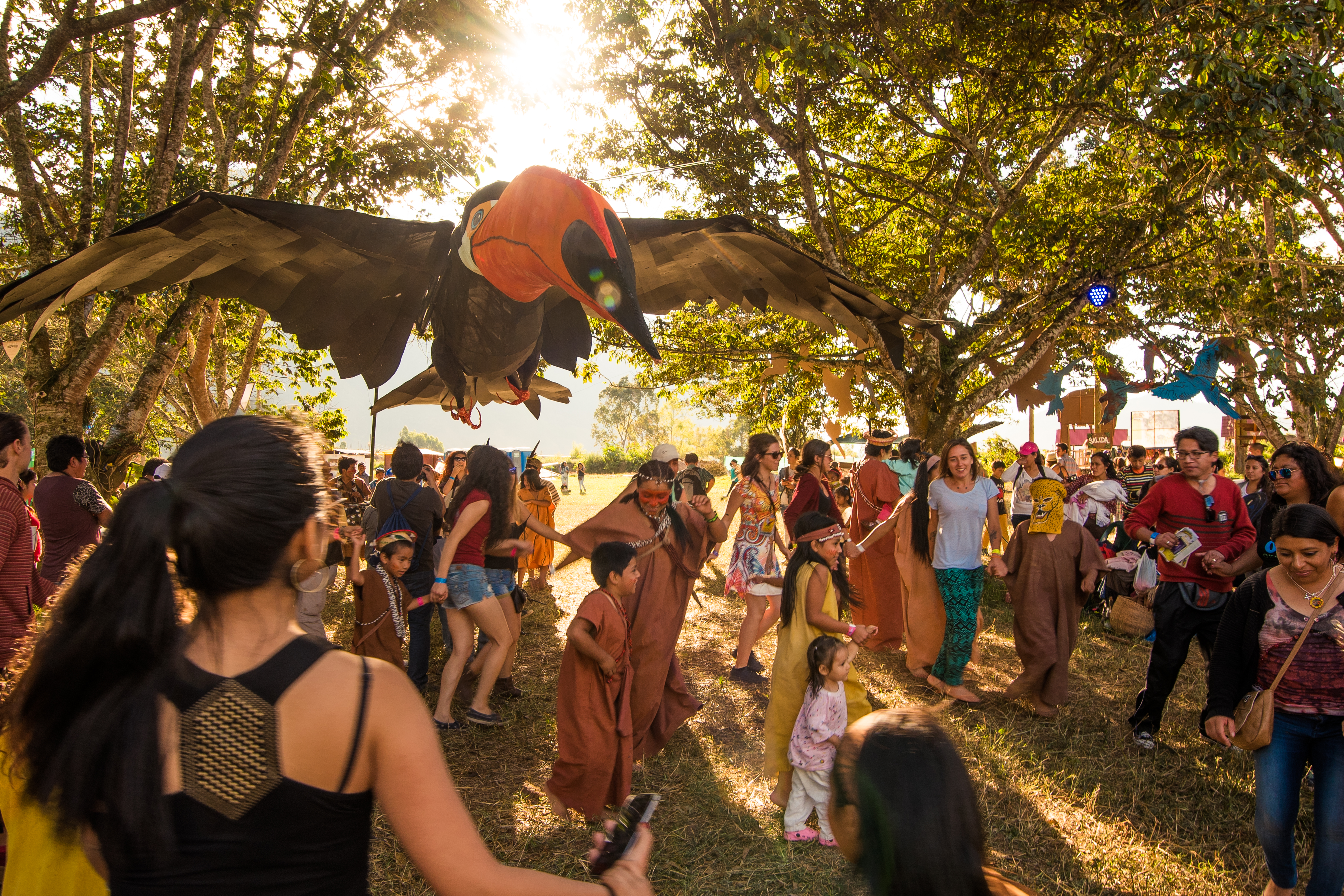
Artes plásticas y escénicas en el Festival Selvámonos

El Festival Selvámonos se abre con la Semana Cultural, una semana de espectáculos y talleres gratuitos, a los cuales asisten personas esencialmente de Oxapampa o de la región. En sus fechas de cierre, al fin de semana, el Festival culmina con dos días de conciertos y artes en el Fundo Cemayu. 

### Semana cultural
Cada año, como parte de la programación anual del Festival Selvámonos, se presenta la Semana Cultural en Oxapampa, con el objetivo de llevar gratuitamente propuestas artísticas con contenido medioambiental y étnico a la localidad. La Semana Cultural Selvámonos es un momento para la expresión del arte y la diversidad cultural en muchas de sus formas, abriendo nuevos espacios descentralizados de encuentro entre los artistas y el público, tanto local como foráneo. A lo largo de la Semana Cultural, la población de Oxapampa así como un público de afuera llegan a participar en las actividades gratuitas. La Semana Cultural cuenta con el apoyo económico del Ministerio de Cultura a través de la “Semana de los Puntos de Cultura.”

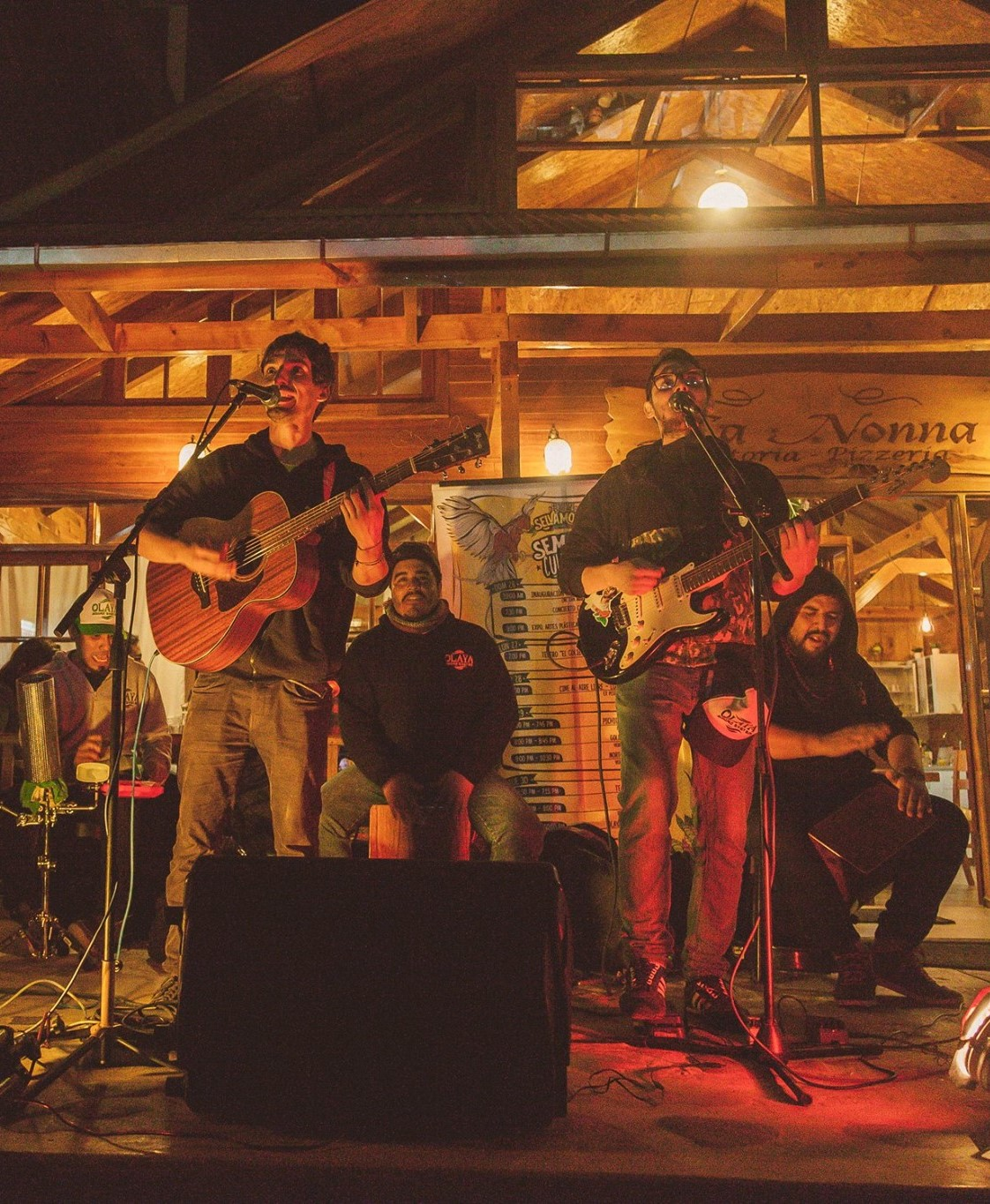
Música en la calle durante el Festival Selvámonos

Varios espectáculos gratuitos están propuestos durante la Semana Cultural. Se puede citar por conciertos, exposiciones de artes plásticas, presentaciones de obras de teatro y también cine al aire libre.
Para conectar esta Semana Cultural con el fin de semana de conciertos en el Fundo Cemayu, Selvámonos invita a los oxapampinos y visitantes a dos días de “Música en la Calle”: conciertos en las calles de la ciudad que reúnen artistas nacionales y locales, con presentaciones en pequeños y medianos formatos, desde música clásica a rock pasando por el ska, en formatos acústicos o semiacústicos.
Se organizan también talleres con el objetivo de sembrar el interés por los artes y de ofrecer un primer acercamiento a su práctica para los estudiantes de los niveles primario, secundario y superior de diferentes Centros Educativos de la localidad de Oxapampa. Se llevan a cabo talleres de artes plásticas, dibujo, música y teatro con talleristas talentosos de ámbitos distintos. Por sus vínculos con la Reserva de Biósfera Oxapampa-Asháninka-Yánesha y valores de la asociación, Selvámonos desarrolla desde hace varios años una estrategia medioambiental, basada en la educación ambiental, la promoción de la Reserva de Biósfera y la reducción de su impacto. Durante la semana cultural, para sensibilizar al público y los jóvenes a la conservación del medioambiente y la valoración de los recursos, se realizan numerosos talleres de educación ambiental de formas artísticas y lúdicas tales como talleres de compostaje y arte reciclado.

### Cierre del Festival

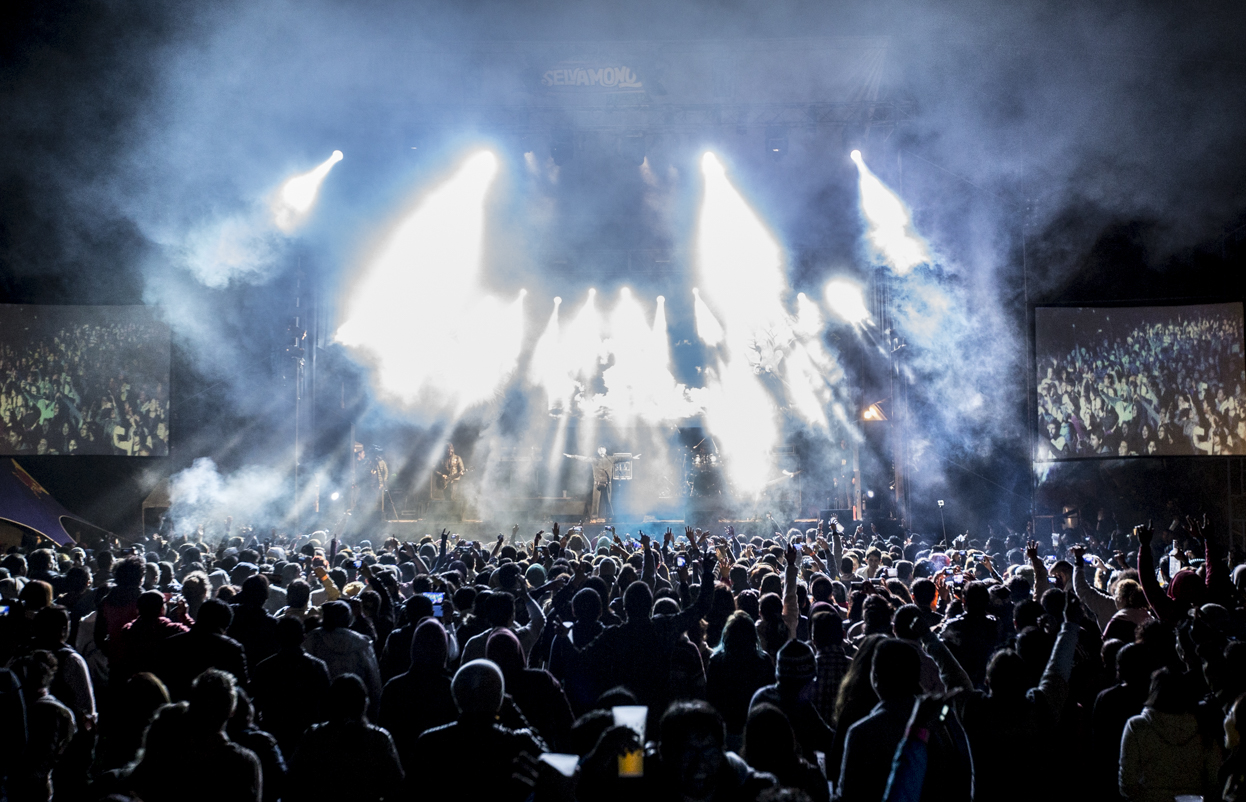
Escenario Yanachaga del Festival Selvámonos

El gran cierre del Festival Selvámonos tiene lugar en el fundo Cemayu durante todo el fin de semana. Son dos días de celebración en un campo abierto al lado del río rodeado de montañas, con más de 20 bandas, 2 escenarios y un domo, artes plásticas, escénicas, talleres y ferias. Desde la 1PM, ambos días, el festival acoge a un público venido de distintas partes del país y del mundo, con familias y niños quienes pueden aprovechar de una entrada gratuita en la tarde.

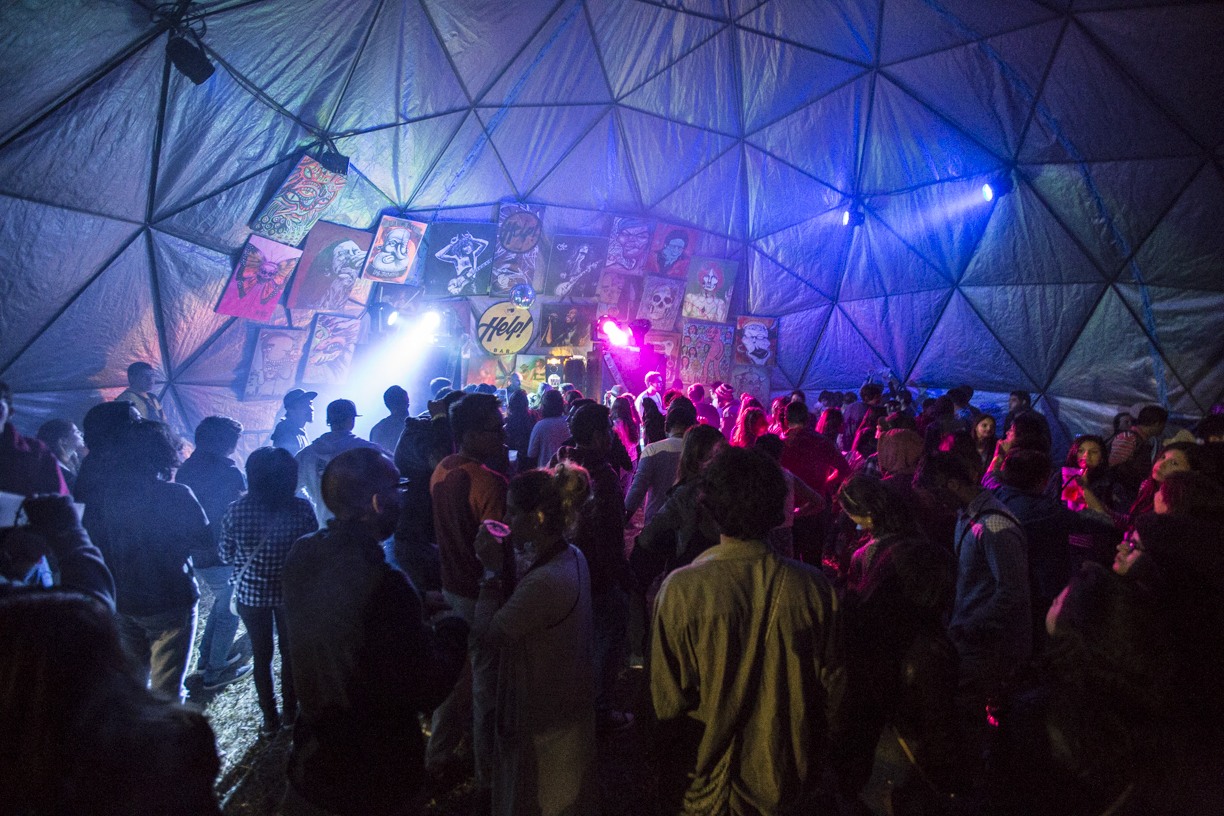
El Domo del Festival Selvámonos

En el tradicional domo el público amante de la música electrónica baila de la noche hasta la madrugada con los mejores DJs nacionales. Bandas y músicos como Cuarteto de Nos, Villa Cariño, Celso Piña, Los Tetas, Juana Fe, Chico Trujillo, Onda Vaga, Niño Cohete, Mar de Copas, Amén, Lucho Quequezana, Bareto, François Peglau, Cumbia All Stars, Olaya Sound System, Dengue Dengue Dengue, entre otros, tocaron en el Festival. 
El festival representa también un espacio donde se manifiesta la cultura local, gracias a distintas presentaciones de las tradiciones Oxapampinas a un público que llega por mayoría de otras partes del país o del extranjero.

## Iniciativas para el medioambiente
El Festival Selvámonos tiene un compromiso: sensibilizar al público, local y foráneo, jóvenes, niños y padres, a la conservación ambiental, a través de la música y del arte.

### Reducción del impacto
Selvámonos intenta reducir su propia huella ecológica, para dar un ejemplo de comportamiento eco-responsable.
Tiene una comunicación eco-responsable. En efecto, todos los soportes de difusión son impresos sobre un papel 100% certificado reciclado.
Además el festival intenta gestionar los residuos y usar de manera eficiente los recursos. El Festival permite a cada uno botar sus desechos en los tachos adecuados y activarse para reducir los esfuerzos de limpieza del sitio. Para reducir su huella ecológica en sus construcciones, el Festival usa stands y estructuras de madera y bambú, que recicla de un año al otro, e implementa baños ecológicos en el fundo. 
Un sistema de vasos retornables fue implementado. El reto “Cero vasos en el piso” basado en la venta de “Selvávasos” retornables, para contribuir con el cuidado del medio ambiente. Existe también un sistema de “paquetes” para impulsar el uso de modos de transporte alternativos. Los paquetes llevaron a más de 300 personas en buses especialmente arrendados para esta ocasión. Estas iniciativas permiten reducir netamente el impacto debido al transporte en el Festival.

### Sensibilización del público
El Festival es una plataforma para descubrir la Reserva de Biósfera Oxapampa-Asháninka-Yánesha y permite al público inspirarse de iniciativas positivas para el medioambiente en un ámbito relajado y festivo.
El Festival Selvámonos acoge un público familiar de toda edad que puede compartir con una red de actores especializados a través de actividades educativas basadas en la naturaleza. En 2016 se agregó al festival un “Eco Domo” donde el público pudo conocer los proyectos de varias organizaciones medio-ambientales y participar en actividades tales como talleres de caras pintadas, arte reciclado y compostaje. Además, el festival acoge a algunos profesores oxapampinos que sensibilizan al público sobre la fabricación de juguetes saludables para niños. Se dan clases abiertas de yoga por profesionales. Hay también talleres de arte reciclado para fabricar máscaras galácticas.
La Feria ambiental del Festival Selvámonos une una red de organizaciones locales y nacionales quienes difunden sus valores y acciones a favor de la conservación de las Áreas naturales protegidas del Perú y de la preservación de los recursos naturales

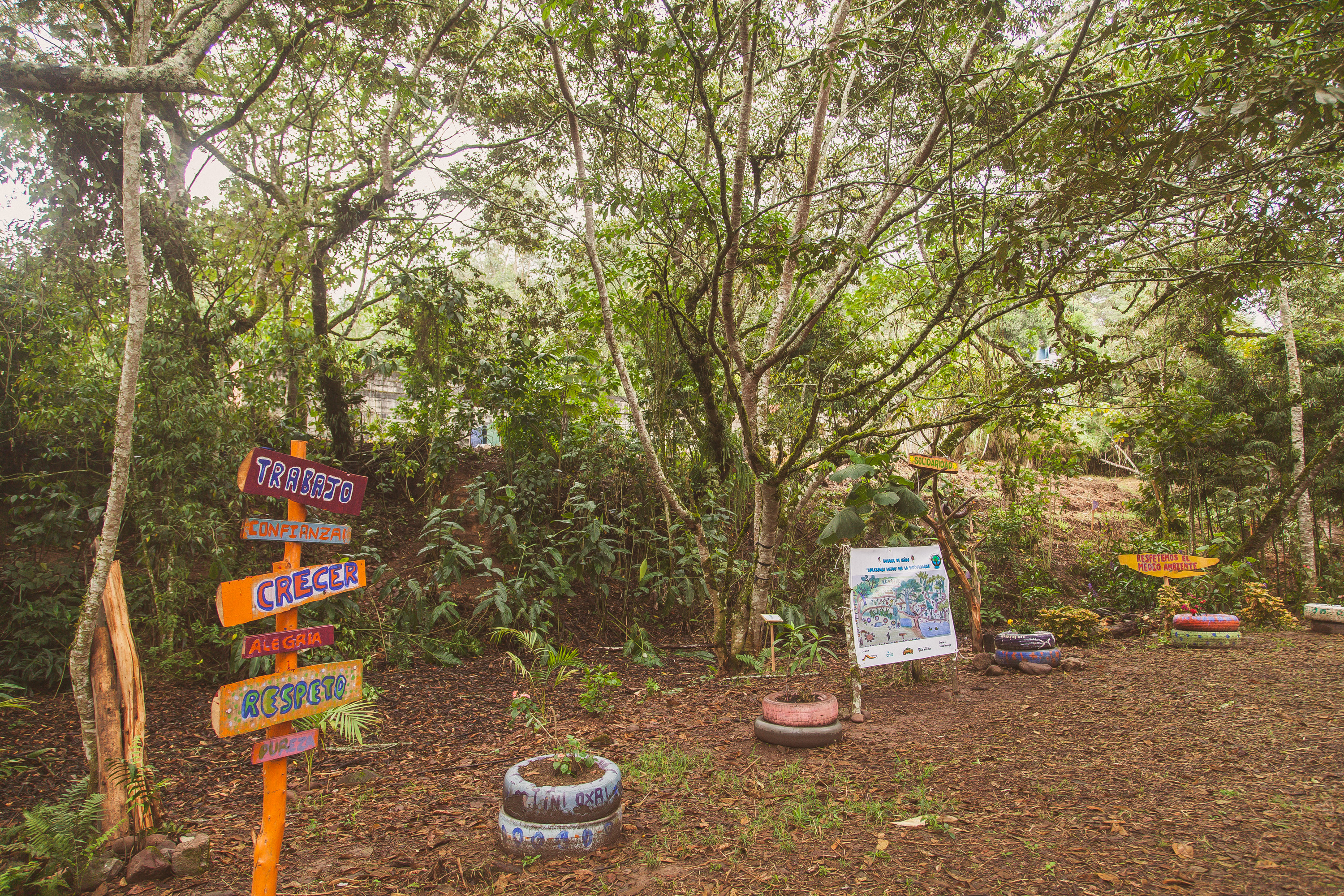
El Bosque de Niños de Oxapampa

### El Bosque de Niños
El primer Bosque de Niños de Oxapampa fue inaugurado oficialmente en 2016 durante el Festival Selvámonos, después de un año de trabajo por más de 100 jóvenes oxapampinos para transformar un terreno de 5000 m² en un espacio de biodiversidad accesible a todos. Jóvenes escolares integrantes de la Brigada Ecológica Yanachaga pueden experimentar a largo plazo prácticas de conservación, vinculadas con los desafíos de preservación del ecosistema de la zona. Esta iniciativa de educación ambiental nació de una alianza entre la Asociación ANIA (Asociación para la Niñez y su Ambiente) y la asociación Selvámonos con la colaboración de la Jefatura del Parque Nacional Yanachaga-Chemillén y el respaldo de la Universidad Agraria La Molina. El público del Festival Selvámonos tiene también la posibilidad de colaborar con el proyecto del Bosque de Niños mediante una donación voluntaria. Con un costo adicional de S./10, el Pase Verde permite reunir los fondos necesarios al desarrollo del Bosque de niños.

## La asociación Selvámonos
El Festival Selvámonos está organizado por la asociación sin fines de lucro Selvámonos. Es una organización cultural que difunde el arte y la música con conciencia ambiental, a nivel nacional e internacional. La asociación construye proyectos culturales sostenibles en el respaldo de instituciones y redes privadas que apuestan por sus iniciativas. Selvámonos está constituido por un equipo fijo experimentado acompañado por un gran número de voluntarios.
Selvámonos organiza también dos eventos más: el Electro Selvámonos que se desarrolla en enero en una playa de la región limeña y la Primera Parada, una versión reducida del Festival Selvámonos, que tiene lugar en Lima al mes de abril. Desde 2012 Selvámonos representa también artistas que pasaron por el Festival. Entre producción de eventos, management y booking, Selvámonos Prod apoya los intercambios artísticos y culturales entre Perú y otros países.